# Dasyprocta kalinowskii
Dasyprocta kalinowskii là một loài động vật có vú trong họ Dasyproctidae, bộ Gặm nhấm. Loài này được Thomas mô tả năm 1897.

## Hình ảnh

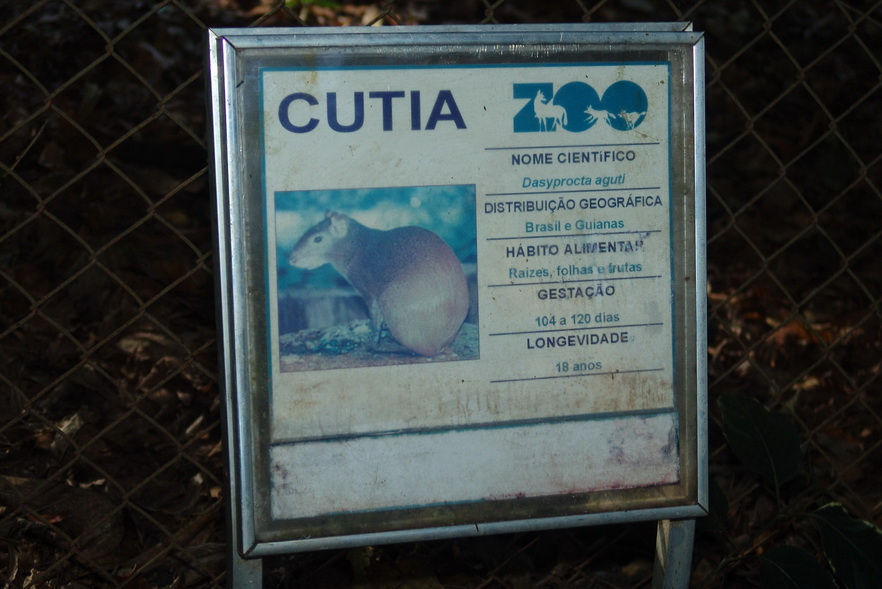
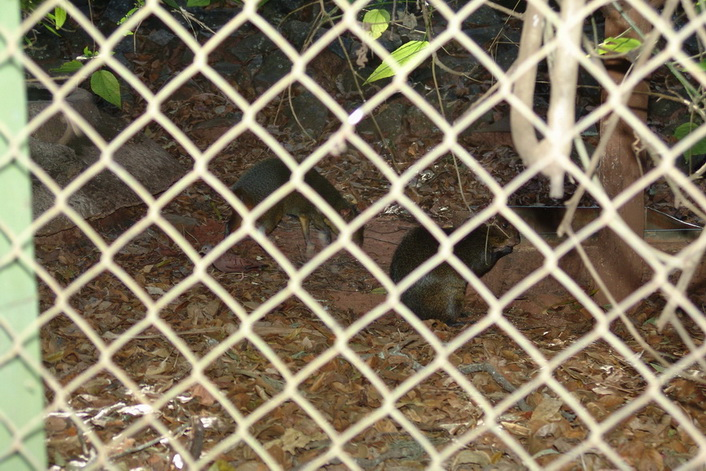